# (14377) 1989 TX2
A (14377) 1989 TX2 a Naprendszer kisbolygóövében található aszteroida. Eric Walter Elst fedezte fel 1989. október 7-én.

## Kapcsolódó szócikk
- Kisbolygók listája (14001–14500)